# Strahlenrisiko
Als Strahlenrisiko bezeichnet man die Wahrscheinlichkeit, mit der eine bestimmte Bevölkerungsgruppe, die ionisierender oder anderer energiereicher Strahlung ausgesetzt wurde, an den Folgen dieser zusätzlichen Strahlenbelastung erkrankt oder stirbt. Es geht also nicht um die akute Strahlenkrankheit, sondern um stochastische Folgen von Bestrahlung mit relativ geringen Strahlendosen. Häufig bezieht man sich bei diesem Strahlenschaden auf Krebs als Folgeerkrankung.
Die Internationale Strahlenschutzkommission (ICRP) gibt folgende Berechnungsformel für den Risikofaktor {\displaystyle R} (von nicht beruflich strahlenexponierten Personen) an:
{\displaystyle R={\frac {0,\!05}{\mathrm {1Sv} }}}
Wenn 100 Menschen einer zusätzlichen Äquivalentdosis von 1 Sievert ausgesetzt sind, dann ist in fünf Fällen mit strahlungsinduziertem Krebs zu rechnen; vier dieser Krebsfälle nehmen einen tödlichen Verlauf. Dieser Zusammenhang gilt pro Sievert, d. h. bei einer Äquivalentdosis von 2 Sievert ist demnach das Krebsrisiko um 10 Prozentpunkte erhöht etc. Es handelt sich hier um chronische Exposition über einige Jahrzehnte, nicht um eine akute Exposition beispielsweise durch Unfall.
Bei Krebsfällen ist nicht entscheidbar, ob sie durch chemische Einflüsse, durch Viren oder durch Strahlung verursacht wurden oder spontan aufgetreten sind. Auch solche DNA-Veränderungen, die durch Strahleneinwirkung verursacht werden können, können ebenso „spontan“ auftreten. Daher ist bei einer Einzelperson ein kausaler Zusammenhang von Strahlenexposition und klinisch manifester Krebserkrankung prinzipiell nicht nachweisbar. Eine signifikante Risikoaussage ist stets nur für ein großes Kollektiv möglich, und das auch nur dann, wenn andere Ursachen für eine Erhöhung der Krebsrate ausgeschlossen werden konnten.

## Ermittlung des Strahlenrisikos
Die Kenntnisse über die Auswirkungen energiereicher bzw. ionisierender Strahlung stammen aus der epidemiologischen Beobachtung von Patienten, Opfern von Unfällen, aus Tierversuchen, aber auch aus der Untersuchung der Überlebenden der Atombombenabwürfe auf Hiroshima und Nagasaki.
In der bis dato (2009) weiter ausgewerteten japanischen Studie (Life Span Study) erfasste man seit 1950 ca. 100.000 Betroffene der Angriffe. Man versuchte die Dosis zu rekonstruieren, der sie bei den Explosionen ausgesetzt waren, beispielsweise anhand ihres Aufenthaltsortes. Die Kohortengröße (die Anzahl der erfassten Menschen) schwankt je nach Publikation, da im Verlauf der Studie Menschen hinzugenommen wurden und auch zwischen den Städten unterschieden wird.
Die Organisation Radiation Effects Research Foundation (RERF) erhebt die Daten der Japanischen Studie, und auf deren Basis untersuchen Organisationen wie UNSCEAR (Komitee der Vereinten Nationen über die Wirkung der atomaren Strahlung) und das BEIR Committee (Komitee der Akademie der Wissenschaften der USA) die Auswirkungen der Strahlenexposition auf die Menschen. Sie ermitteln den Verlauf der Mortalitätsrate (Sterberate) abhängig vom Lebensalter bei den Strahlungsopfern im Vergleich zur Spontanrate und auch die Dosisabhängigkeit der Anzahl der zusätzlichen Toten. Die Internationale Strahlenschutzkommission (ICRP) entwickelt daraus Risikomodelle, Strahlenschutzempfehlungen und Richtwerte für Risikokoeffizienten. Diese unterliegen ständiger Wandlung und Kritik. Kinder und andere strahlenempfindliche Personen werden nicht explizit berücksichtigt, was besondere Annahmen für den Strahlenschutz dieser Gruppen nach sich zieht.
Im Folgenden wird die Auswirkung von Strahlung zunächst für das Risiko folgenschwerer Mutationen und dann auf die Tumorrate dargestellt.

## Strahlenfolgen

### Strahleninduzierte Mutationen
Eine Mutation ist eine Veränderung der DNA, sei es einzelner Basen, Gene oder Chromosomen. Ionisierende Strahlen können Mutationen hervorrufen. Aus Experimenten an Taufliegen, Bakterien, Hefen und anderen Mikroorganismen ist bekannt, dass die Mutationshäufigkeit mit der Dosis proportional zunimmt, eine lineare Dosis-Wirkungs-Beziehung vorliegt. Ob dies auch für Menschen gilt, wurde an Experimenten mit Mäusen untersucht. Da Mäuse eine ähnliche Anzahl an Genen wie der Mensch besitzen, hält man eine Übertragung der Ergebnisse für gerechtfertigt.
Die Experimente wurden unter dem Namen Mega Maus Projekt durchgeführt. Es wurden etwa 8 Millionen Mäuse auf sieben verschiedene Mutationen untersucht (sechs der Fellfarbe und eine weitere in Form von verkrüppelten Ohren). Die Spontanrate dieser Mutationen wurde bestimmt und dann wurden die Mäuse bestrahlt.
Das Ergebnis: Die zusätzliche Mutationsanzahl ist proportional zur Dosis, bzw. zur Dosisleistung bei Fraktionierung. Die Verdoppelungsdosis ist 1 Sv, das heißt jede Erhöhung der Dosis um 1 Sv verdoppelt die Anzahl der Mutationen. Die ICRP benennt die Gesamtwahrscheinlichkeit schwerer genetischer Schäden mit 1 % pro Sv. Aufgeteilt auf die Generationen: 1. Generation 0,15 % Sv−1, 2. Generation 0,15 % Sv−1, alle weiteren Generationen zusammen 0,70 % Sv−1.

### Strahleninduzierte Tumoren
Aus der Japanischen Studie ergeben sich für Leukämie und solide Tumoren folgende zeitlichen Verläufe der Mortalitätsrate:

#### Leukämie
Trägt man die zusätzliche Rate an Leukämietoten pro Jahr über die Zeit auf (Jahre nach Exposition), steigt die Rate etwa ab 5 Jahre nach Bestrahlung an, erreicht ein Maximum  10 bis 15 Jahre nach Exposition, und klingt dann wieder ab. Das heißt, die mittlere Latenzzeit für das Auftreten strahleninduzierter (durch Strahlen hervorgerufener) Leukämiefälle bei den Atombombenopfern liegt bei etwa 15 Jahren.

#### Solide Tumoren
Die Zahl strahleninduzierter Tumoren steigt etwa 5 Jahre nach Exposition an und hat einen exponentiellen Verlauf, ähnlich dem der Spontanrate. 30 Jahre nach Bestrahlung gibt es etwa 20 zusätzliche Krebstote pro Jahr und 10.000 Personen. Auch nach 30 oder 40 Jahren steigt die Rate weiter an. Der Mittelwert der Latenzzeit liegt bei etwa 40 Jahren.

## Modelle zur Bestimmung des Lebenszeitrisikos
Aus den Daten für die zeitlichen Verläufe lassen sich Modelle für die Tumorentstehung im Verlaufe des Lebens aufstellen.

### Absolutes Risikomodell
Für Leukämie hält die ICRP ein absolutes Risikomodell für angemessen: Die Anzahl an Leukämietoten zusätzlich zur Spontanrate ist proportional zur erlittenen Dosis. Für die in etwa exponentiell mit dem Lebensalter verlaufende Spontanrate bedeutet dies: Nach einer Exposition steigt die Mortalitätsrate an, klingt nach einem Peak aber 20 Jahre später wieder auf die Spontanrate ab, so als ob eine Bestrahlung gar nicht stattfand.

### Relatives Risikomodell
Bei soliden Tumoren soll gelten: Der Prozentsatz, mit dem die Gesamtkurve für die Altersabhängigkeit (ergo die Spontanrate) erhöht wird, ist proportional zur Dosis. Nach Exposition nimmt die Häufigkeit von Tumortoten zu, auch viele Jahre später. Die exponentiell verlaufende Spontanrate wird nach Bestrahlung somit „steiler“, steigt schneller an; eine gleich große Anzahl an zusätzlichen Toten wird also schon in einem früheren Lebensalter erreicht. Je größer die Dosis, umso steiler steigt die Mortalitätsrate an.

### Dosisabhängigkeit und Risikokoeffizienten
Die Anzahl der strahleninduzierten Tumorfälle abhängig von der Organdosis lässt sich durch eine lineare Funktion beschreiben (je höher die Dosis, desto mehr Krebsfälle), wobei aber große Fehlergrenzen zu beachten sind. Weiteres Problem ist, dass Strahlendosen erst ab etwa 200 mSv statistisch von Null verschieden sind und somit die Frage ist, ob die Dosisabhängigkeit wirklich linear bis zum Nullpunkt verläuft, ohne einen Schwellenwert. Ob sehr kleine Dosen schädliche Effekte haben oder es einer gewissen Schwellendosis bedarf, bevor diese auftreten, ist unklar, weil die meisten Studien auf Befunden aus Expositionen mit mittlerer bis hoher Dosis beruhen. Einige Wissenschaftler sind sogar der Meinung, geringe Strahlendosen hätten positive Effekte (Hormesis), eine wissenschaftliche Untermauerung dieser These mittels methodisch korrekter Studien steht aber aus.
Nimmt man eine lineare Abhängigkeit zwischen Dosis und Mortalität an, erhält man je eine Gerade für Leukämie und Krebs. Bei einer Dosis von 2 Sv gibt es 5 zusätzliche Leukämiefälle und 20 zusätzliche Krebsfälle pro 10 000 Personen und Jahr. Die Steigung der Geraden in der Dosis-Wirkungs-Beziehung entspricht dem Risikokoeffizienten, das Risiko (mit der Einheit Tote pro Jahr) ist also Koeffizient mal Dosis.
In ihrer aktuell gültigen Empfehlung von 2007 schätzt die ICRP das zusätzliche individuelle Lebenszeit-Krebsmortalitätsrisiko durch ionisierende Strahlung bei Ganzkörperexposition mit niedriger Einzeldosis auf insgesamt 5 % pro Sv. Bestrahlt man also 100 Personen mit einer Dosis von 1 Sv, sterben 5 davon im Laufe ihres Lebens wahrscheinlich an Krebs. Der Koeffizient ist die Summe einzelner Organkoeffizienten (z. B. rotes Knochenmark: 0,5 % Sv−1; Lunge 0,85 % Sv−1; Dickdarm 0,85 % Sv−1; Magen 0,7 % Sv−1; Brust 0,6 % Sv−1).

## Beispiele zur Risikoberechnung
Das Risiko, in Deutschland an einer durch natürliche Strahlenquellen (siehe Tabelle im Artikel Strahlenbelastung) verursachten Krebserkrankung zu sterben, berechnet sich so:
„Risiko“ = Risikofaktor R × Dosis H × Personenzahl = 5·10−2 Sv−1 × 2,1·10−3 Sv × 80·106 Menschen.
Dabei ist die Empfehlung der ICRP von 1990 benutzt worden. Mit dieser Formel kann man also abschätzen, dass etwa 8400 Krebstote pro Jahr und damit etwa 3 % aller ca. 220.000 Krebstoten pro Jahr in Deutschland auf die durchschnittliche natürliche Hintergrundstrahlung zurückgeführt werden können. Zu beachten ist natürlich, dass die tatsächlichen mittleren Dosiswerte weit geringer, regional verschieden sind und auch von der individuellen Lebensführung stark abhängen (zum Beispiel Ernährung, Reisen). Wenn man den Risikofaktor linear auf kleinere Dosiswerte extrapoliert (was umstritten ist) ergibt sich, dass bei einem Anstieg der Strahlenbelastung um 1 mSv (50 % der natürlichen Dosis), mit 5 zusätzlichen Krebstoten pro 100.000 Personen zu rechnen wäre. Das wäre aber nur ein Anstieg der allgemeinen Krebsmortalität von derzeit 25 % auf 25,005 %. Solche Anstiege sind epidemiologisch nicht nachweisbar.
Der medizinische Beitrag zur Strahlenexposition besteht zu 90 % aus der Anwendung der Röntgendiagnostik und 10 % aus Strahlentherapie und Nuklearmedizin. 50 % aller Röntgenuntersuchungen werden an über 65-jährigen Patienten durchgeführt, die eine Krebserkrankung aufgrund der Latenzzeit wahrscheinlich gar nicht erleiden müssen.
Das individuelle Risiko soll an einer Brustkorbaufnahme mittels Röntgenstrahlen einer Organdosis von 0,3 mSv und einer Gesamtkörperdosis von 0,2 mSv verdeutlicht werden.
- Lungenkrebsrisiko = Organdosis × organbezogener Risikokoeffizient = 0,3·10−3 Sv × 0,85·10−2 Sv−1 =  2,5·10−6. Das ist ein Risiko von 1 zu 400 000.
- Gesamtkrebsrisiko = Effektive Dosis × Risikokoeffizient = 0,2·10−3 Sv × 5·10−2 Sv−1 = 10−5. Das ist ein Risiko von 1 zu 100 000.

Zum Vergleich: Das Risiko, in Deutschland an Krebs zu sterben (egal, wodurch hervorgerufen), beträgt etwa 25 %. Je nach Lebensweise und -raum schwankt der Wert zwischen 20 und 30 %. Im gewissen Ausmaß trägt also jeder Sorge für sein individuelles Risiko; durch Verzicht auf lange Flugreisen oder Drogen wie Alkohol und Zigaretten sowie Wahl des Wohnortes lässt es sich entsprechend verringern.

## Strahlenschutz
Unabhängig von den durch Gremien aufgestellten Risikobewertungen ist es Aufgabe des Strahlenschutzes, das Risiko für die Bevölkerung so gering wie möglich zu halten. Als Grundprinzip gilt, jede unnötige Strahlenexposition zu vermeiden (ALARA). Lässt sich eine Bestrahlung nicht vermeiden, soll die Dosis möglichst klein und verhältnismäßig sein.
Als Regelung für nichtnatürliche Strahlen (pro Person, Ganzkörperdosis) gilt in Deutschland (laut BfS, 2001):
Die Gesamtbevölkerung darf maximal 1 mSv pro Jahr ausgesetzt sein. Beruflich strahlenexponierte Personen dürfen maximal 20 mSv pro Jahr bzw. 400 mSv pro Lebensarbeitszeit erhalten. Für Patienten in einer Strahlentherapie gibt es keinen Grenzwert, aber stets muss der Nutzen höher wiegen als das Risiko.

## Strahlenangst und Risikowahrnehmung
Die psychologische Forschung beschäftigt sich seit den 1970er Jahren mit der Risikowahrnehmung von Strahlung. Dabei zeigte sich, dass Laien die Risiken unterschiedlicher Strahlungsarten nicht konsistent einschätzen und sich ihre Wahrnehmung von derer von Experten signifikant unterscheidet. Der Begriff Radiophobie bezeichnet seit den 1950er Jahren eine Angst vor den negativen Folgen bestimmter Strahlungsarten.